# Obor (cartier în Constanța)
Obor este un cartier din Constanța. Se învecinează cu cartierul Casa de Cultură și are ca ax principal strada Oborului. Aici, până la începutul anilor 1980, se ținea oborul.

 Acest articol despre o localitate din județul Constanța este deocamdată un ciot. Puteți ajuta Wikipedia prin completarea lui.